# Jehuda Leb Porit-Porges
Jehuda Leb Porit-Porges, též uváděn jako Jehuda Lejba Porit-Porjes byl český židovský spisovatel žijící v Praze. Byl sekretářem vrchního rabína Aharona Šimona Špiry-Wedelese a autorem hebrejského díla Milḥama be-šalom, jež bylo jakýmsi válečným deníkem popisujícím švédské obléhání Prahy (1648). V deníku lze nalézt řadu obsahových paralel s obdobnými česky psanými prameny, například v zápiscích Václava Františka Kocmánka. Kniha je cenným zdrojem i pro vojenské a jiné historiky. Nelze vyloučit, že Porit-Porges byl též nakladatelem kroniky Davida Ganse a autorem díla zvaného obvykle Anonymní hebrejská kronika z raně novověké Prahy (jak soudí například Rachel L. Greenblattová). Dle hebraistky Jiřiny Šedinové Porit pocházel ze známé pražské rodiny Porgesů z Portheimu, která později sehrála velkou úlohu na počátku průmyslové revoluce v Česku.